# Giambattista Toderini
Giambattista Toderini (né à Venise le 27 juin 1728 et mort dans la même ville le 4 juillet 1799) est un orientaliste et jésuite italien.

## Biographie
Né à Venise en 1728, Giambattista Toderini entre chez les jésuites et professe la philosophie à Vérone et a Forlì. Il fait la connaissance du marquis Scipione Maffei, qui lui inspire le goût des études archéologiques. Il  rassemble une collection de médailles des rois Goths et  une autre sur les Jésuites. Après la suppression de son ordre, il s’attache au baile Garzoni, qu’il suit, en 1781, dans son ambassade à Constantinople. Son séjour dans cette ville, se prolonge jusqu’à l’année 1786 et étudie à l'occasion la littérature turque. Il constitue une bibliothèque de livres et de manuscrits arabes, rassemble des instruments astronomiques, nautiques et géométriques, sortis des ateliers musulmans, et se charge d’apprendre à l’Europe que les Turcs possèdent des imprimeries, des bibliothèques, des académies et qu’ils ne sont rien moins qu’étrangers à la belle littérature. Il est curieux de l’entendre parler de ses rapports avec les gens de lettres de ce pays. « Je cultivais, dit-il, l’amitié de quelques savants Othomans, et surtout du muderis de la Validé, afin d’assurer mes recherches, et d’éclairer mes doutes. S’il arrivait que ces savants ne fussent pas d’accord entre eux, je m’adressais au mufti, qui tranchait la question par un fetfa, ou jugement définitif. On trouve, à la porte de son palais, des écrivains chargés de recevoir les demandes. Au bout de quelques jours, on se présente de nouveau, et pour une faible somme d’argent, on a la décision ou le fetfa, signé de la main du mufti. Si la question blesse ouvertement la loi, on vous la rend de suite, en vous disant qu’il n’y a pas de réponse. » Avec ces secours, dont on doit apprécier la solidité, Toderini fut en état de composer son ouvrage. A peine fut-il annoncé, qu’on s’empressa de le lire et de le traduire en plusieurs langues.
Toderini mourut à Venise, le 4 juillet 1799.

## Œuvres
Ses ouvrages sont :

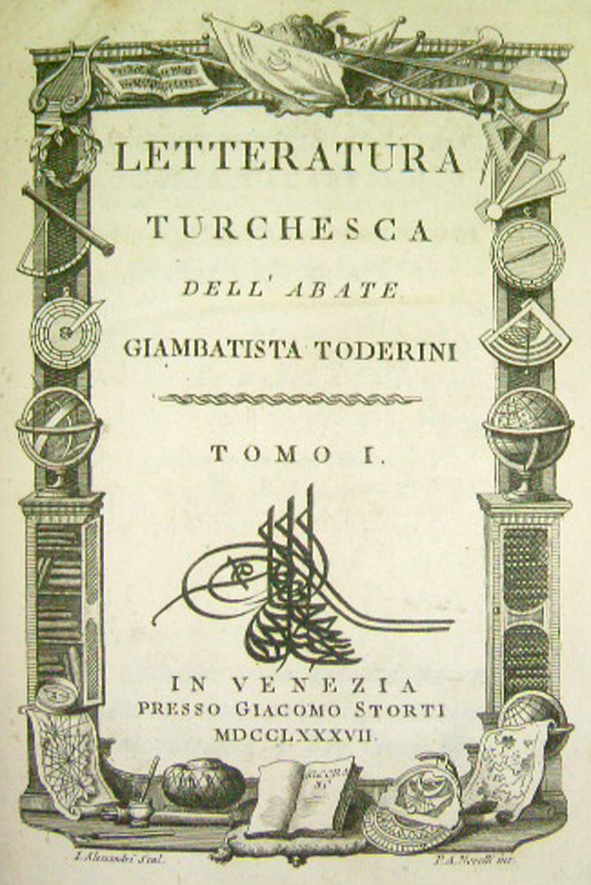
Della Letteratura Turchesca, Venise, 1787

- Dissertazione sopra un legno fossile ; — sull’induramento di molti bachi da seta ; — sull’Aurora boreale, Modène, 1770, in-4°.
- Filosofia Frankliniana delle punte preservatrici dal fulmine, ibid., 1771, in-4°.
- La Costantiniana apparizion della Croce, contro al protestante G. Alberto Fabricio, Venise, Giuseppe Rosa, 1773 (lire en ligne).
- Orazione in morte di Alvise IV Mocenigo, doge di Venezia, ibid., 1793, in-4°.
- L’onest’uomo, saggi di morale filosofia, ibid., 1780, 1785, in-8°.
- Della letteratura turchesca, ibid., 1787, 3 vol. in-8°, traduit en français par Cournand, Paris, 1789, 3 vol. in-8°, et en allemand par Hausleutner, Königsberg, 1790, in-8°.
- Nuove osservazioni sopra il canaleonte di Smirne ; — sull'andamento de' quadrupedi ; — sopra due antichissimi Alcorani ed alcune monete cufiche, Padoue, 1810, in-8°.